# Jakob von Jonas
Jakob (von) Jonas, auch: Jacob Jonas, Jon, (* um 1500 in Götzis; † 28. Dezember 1558 in Abensberg) war ein deutscher Philologe, Rechtswissenschaftler, Politiker und Diplomat.

## Leben
Als Sohn des Bauern Leonhard Jon und seiner Frau Klara (geb. Benzer) geboren, besuchte er die Stiftsschule in Chur. Danach bezog er 1522 die Universität Leipzig und die Universität Wittenberg. 1523 kehrte er nach Chur zurück, wo er seine Priesterweihe erhielt und Lehrer an der dortigen Stiftsschule St. Luzi wurde. Andere Quellen sagen, dass er nur eine Prüfung in Hinblick auf die beabsichtigte Weihe ablegte, was wahrscheinlicher ist, da er sonst später als Katholik nicht hätte verheiratet sein dürfen. Jedenfalls verließ er die Stiftsschule wieder und ging am 26. Februar 1526 an die Universität Tübingen, wo er am 1. Mai desselben Jahres Professor der hebräischen und griechischen Sprache wurde. Der ursprünglich zum Juristen bestimmte Jonas wurde 1532 in Tübingen zum Doktor der Rechte promoviert.
Er machte trotz seiner Berührungspunkte mit der Reformation nie einen Hehl daraus, auf der Seite der katholischen Konfession zu stehen, und war ein erklärter Feind der evangelischen Seite. So wurde er 1533 Kanzler des Bischofs von Konstanz, war seit 1538 Assessor für den fränkischen Kreis am Reichskammergericht in Speyer, wo er freundschaftliche Kontakte mit Konrad Braun und Matthias von Held schloss. Dort wurde er auch 1541 in den Reichsadel aufgenommen. Nachdem er Kanzler von Kurmainz geworden war, sollte er 1543 die Visitation des Reichskammergerichtes übernehmen. Er wurde jedoch von den evangelischen Ständen abgelehnt und von Ferdinand I. als Hofkanzler nach Wien berufen.
Dort wurde er Mitglied der juristischen Fakultät der Universität Wien, beteiligte sich an der Universitätsreform 1554 und förderte die Jesuiten. Maßgeblich war er an der königlichen Resolution am Religionsfriedensentwurf Ferdinands (Declaratio Ferdinandea) zum Augsburger Reichs- und Religionsfrieden beteiligt, die noch über die Vorstellungen der katholischen Kirche hinausgingen. Nachdem Karl V. abgedankt hatte, übernahm er zudem auch als Reichsvizekanzler die Reichshofkanzlei, in welcher Stellung er als weltgewandter, geistvoll-leidenschaftlicher Politiker und Diplomat verstarb. Kurz vor seinem Tod konvertierte Martin Eisengrein (1535–1578), der Neffe seiner Frau, unter seinem Einfluss zum Katholizismus.
Jakob von Jonas hatte um 1530 Anna Elisabeth Eisengrein (1505–1556) geheiratet, die Tochter des Stuttgarter Bürgermeisters Martin Eisengrein und seiner Frau Agathe geb. Schell. Aus dieser Ehe sind vier Söhne und eine Tochter hervorgegangen. Anna Elisabeth soll vor ihrer Ehe die Geliebte des Herzogs Ludwig X. von Bayern gewesen sein, mit dem sie die Tochter Anna von Leonsberg (1525–1559) gehabt habe. Diese ehelichte später den Humanisten und Staatsmann Johann Albrecht Widmannstadt bzw. Widmanstetter (1506–1557).